# Shirley Hazzard

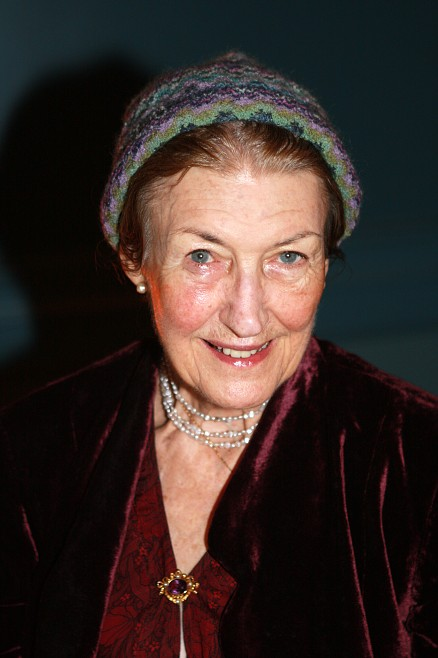
Shirley Hazzard (2007)

Shirley Hazzard (* 30. Januar 1931 in Sydney; † 12. Dezember 2016 in Manhattan, New York City) war eine britisch-US-amerikanische Schriftstellerin.

## Leben und Werk
Hazzard wurde 1931 in Sydney als Tochter walisisch-schottischer Immigranten geboren. Sie wuchs in Sydney auf, zog aber als 16-Jährige gemeinsam mit ihren Eltern nach Hongkong, wohin ihr Vater in seiner neuen Anstellung im australischen Außenministerium geschickt worden war. Weiter erschwert wurde ihre Kindheit durch den Alkoholismus ihres Vaters und die bipolare Störung ihrer Mutter. Zuflucht fand Hazzard in der Literatur. In Hongkong trat Hazzard in den Dienst der britischen Regierung, die sie nach einiger Zeit zunächst nach Neuseeland und dann nach New York City versetzte. Dort arbeitete Hazzard für das Sekretariat der Vereinten Nationen, wo sie sich schlecht bezahlt und als Frau diskriminiert wiederfand. Schon bald lehnte sie die UN ab, unter anderem deshalb, weil sie sie als bloßes Mittel zur Durchsetzung der Interessen des US-geführten Westens wahrnahm. Ihre negativen Erfahrungen bei der UN verarbeitete sie später in mehreren Büchern, darunter in den UN-kritischen Sachbüchern Defeat of an Ideal (1973) und Countenance of Truth (1990). Letzteres Buch beschäftigt sich detailliert mit der Waldheim-Affäre um die NS-Vergangenheit des früheren UN-Generalsekretärs Kurt Waldheim.
Derweil begann sie Anfang der 1960er Jahre, erste Kurzgeschichten zu schreiben. Ihr erstes Werk schickte sie 1961 an William Maxwell, einen Redakteur beim New Yorker. Zu ihrer eigenen Überraschung nahm Maxwell den Text an und bat um weitere Geschichten. Hazzard war daraufhin in den nächsten Jahren regelmäßig im New Yorker vertreten. 1963 veröffentlichte sie mit Cliffs of Fall and Other Stories eine erste Kurzgeschichtensammlung in Buchform. Drei Jahre später veröffentlichte sie mit The Evening of the Holiday ihren Debütroman über eine in Italien spielende Liebesgeschichte, den sie auf Anregung von Maxwell geschrieben hatte. 1967 folgte mit People in Glass Houses eine weitere Kurzgeschichte, in der sich Hazzard die UN vornahm; ihr zweiter Roman The Bay of Noon folgte 1970. Ihre beiden erfolgreichsten Romane The Transit of Venus (1980) und The Great Fire (2003) griffen beide ihre Kindheit und frühes Erwachsenenleben in verschiedenen Ländern der Welt auf. Für The Great Fire erhielt sie unter anderem 2003 den National Book Award for Nonfiction, bei dessen Verleihung sie passioniert für die Qualität der Hochliteratur eintrat – direkt zuvor hatte sich Preisträger Stephen King über die Herabsetzung von populärer Literatur durch die Hochliteratur beschwert. Viele ihrer Bücher sind in ihren Implikationen subtil und inhaltlich dicht; das Leben vieler ihrer Charaktere wird durch Katastrophen oder Schicksalsschläge verändert. Einen häufig herangezogenen Vergleich ihres Stils mit jenem von Henry James lehnte Hazzard ab.
Von 1963 bis zu seinem Tod 1994 war Hazzard mit dem Schriftsteller Francis Steegmuller verheiratet; die beiden hatten sich auf einer Feier der Schriftstellerin Muriel Spark kennengelernt. Wesentliche Teile des Jahres verbrachte das Ehepaar jedes Jahr auf Capri. Im Jahr 2008 veröffentlichte sie unter dem Titel The Ancient Shore eine Auswahl von Essays, die Steegmuller und sie mit Bezug auf ihre italienische Wahlheimat geschrieben hatten. Eine lange Freundschaft verband sie seit Ende der 1960er Jahre mit dem ebenfalls auf Capri lebenden Schriftsteller Graham Greene, über den sie nach seinem Tod das Buch Greene on Capri (2000) verfasste. Hazzard hatte zuletzt die britische und die US-amerikanische Staatsbürgerschaft inne; zu ihrem Geburtsland Australien pflegte sie ein eher distanziertes Verhältnis, das von ihren negativen Kindheitserinnerungen geprägt war. Nichtsdestotrotz wird sie manchmal auch als „australische Schriftstellerin“ bezeichnet. Sie starb im Dezember 2016 in ihrer Wohnung im New Yorker Stadtteil Manhattan; in ihren letzten Monaten hatte sie an Demenz gelitten. Brigitta Olubas gab 2020 eine Gesamtausgabe von Hazzards Kurzgeschichten heraus und veröffentlichte zwei Jahre später eine Biografie über die Schriftstellerin.

## Ehrungen
- 1966: Arts and Letters Awards in Literature der American Academy of Arts and Letters[6]
- 1977: O.-Henry-Preis für A Long Story Short
- 1980: National Book Critics Circle Award für The Transit of Venus[1]
- 1982: Aufnahme in die American Academy of Arts and Letters[6]
- 1984: Boyer Lectures: Coming of Age in Australia[3]
- 1988: O.-Henry-Preis für The place to be[7]
- 1997: Aufnahme in die American Academy of Arts and Sciences[8]
- 2000: Ehrenbürgerschaft von Capri[2]
- 2003: National Book Award for Fiction für The Great Fire[2]
- 2004: Miles Franklin Award für The Great Fire[3]
- 2005: William-Dean-Howells-Medaille für The Great Fire[6]

## Werke
Romane
- The Evening of the Holiday. Alfred A. Knopf, New York 1966.
- The Bay of Noon. Little, Brown & Co., Boston 1970.
- The Transit of Venus. Viking Press, New York 1980. ISBN 978-0-14-010747-0.
  - Transit der Venus. Ullstein Verlag, Berlin 2017. Übersetzt von Yasemin Dinçer. ISBN 978-3-550-08188-0.
- The Great Fire. Farrar, Straus and Giroux, New York 2003. ISBN 0-374-16644-7.
  - Das große Feuer. Carl Hanser Verlag, München 2006. Übersetzt von Barbara Rojahn-Deyk. ISBN 978-3-446-20715-8.

Kurzgeschichten
- Cliffs of Fall and Other Stories. Alfred A. Knopf, New York 1963.
- People in Glass Houses. Penguin, New York 1970. ISBN 0-14-003098-0.

Sachliteratur
- Defeat of an Ideal: A Study of the Self-Destruction of the United Nations. Little, Brown & Co., Boston 1973. ISBN 0-316-35266-7.
- Countenance of Truth: The United Nations and the Waldheim Case. Viking, New York 1990. ISBN 978-0-670-83230-9.
- Greene on Capri: A Memoir. Farrar, Straus and Giroux, New York 2000. ISBN 0-374-16675-7.
- mit Francis Steegmuller: The Ancient Shore: Dispatches from Naples. University of Chicago Press, Chicago 2008. ISBN 978-0-226-32201-8.

Werkausgaben
- Brigitta Olubas (Hrsg.): Collected Stories. Mit einem Vorwort von Zoë Heller. Farrar, Straus and Giroux, New York 2020. ISBN 978-0-374-12648-3.
- Brigitta Olubas (Hrsg.): We Need Silence to Find Out What We Think: Selected Essays. Mit einem Vorwort von Herausgeberin. Columbia University Press, New York 2016. ISBN 9780231173261.